# Klapa Sagena
Klapa Sagena je muška klapa iz Zagreba.
Osnovana je u jesen 1993. Ime klape potječe od naziva brodova (sagena) što ih Konstantin VII. Porfirogenet spominje u opisu Hrvatskoga kraljevstva u doba kralja Tomislava.
U suradnji s Ministarstvom vanjskih i europskih poslova klapa je održala cjelovečernje koncerte u Poljskoj, Irskoj (Dublinu), Njemačkoj (Hamburgu) i Čileu (Santiagu). Nastupala je i diljem Europe (ZooM+ a capella festival u Trnavi, nastup u Ankari 2013. prigodom Dana državnosti i Pristupanja Hrvatskoj Europskoj uniji).
Redovito nastupa na božićnim i korizmenim koncertima Pasionske baštine, Susretima zagrebačkih glazbenih amatera (2010. srebrna plaketa), Ciklusu koncerata dalmatinskih klapa Grada Zagreba, Susretima klapa u Sisku, Smotri klapa u Senju, Božiću u Ciboni, Festivalu dalmatinskih klapa u Omišu (jedna prva i dvije treće nagrade na Večerima novih skladbi), festivalu Cro Patria u Splitu 1995. (3. nagrada) i 2003., BrodFestu 2004., Klapama u Svetoj Nedelji,  Festivalu klapa u Skradinu 2005., nastup na Festivalu dalmatinske pisme u Kaštelima 2006. (1. nagrada publike za pjesmu „Trešeta"), Međunarodnom festivalu klapa Perast 2015. (2. nagrada za novu klapsku pjesmu).
Klapa je izdala tri samostalna nosača zvuka:
- Klapa Sagena – in concert (1999.)
- Jubav je takova (2004.)
- Trešeta  (2014.), Croatia Records (producent: Joško Ćaleta) - nominacija za Porin u kategoriji najboljega folklornoga albuma

Klapa je surađivala s nizom klapskih stručnjaka, između ostalih i s Dinkom Fiom, Ljubom Stipišićem, Joškom Ćaletom, Mojmirom Čačijom, Markom Rogošićem, Krešimirom Magdićem, Juricom Boškovićem, Brankom Starcom, Bojanom Pogrmilovićem, Tomislavom Meštrićem, Srđanom Berdovićem i Željkom Vojvodom.

## Vanjske poveznice
- Klapa Sagena na stranicama Festivala dalmatinskih klapa u Omišu
- Klapa Sagena na Apple Musicu
- Klapa Sagena na Spotifyu